# Francesco Adorno
Francesco Adorno (né à Syracuse, le 9 avril 1921 et mort à Florence, le 19 septembre 2010) est un philosophe et historien de la philosophie italien.

## Biographie
Adorno est diplômé en philosophie de l'université de Florence en 1944 et devient professeur de l'université de Bari, puis des universités de Bologne et de Florence. Il a été président de l'Académie toscane des sciences et des lettres La Colombaria (1980-2009), du musée et institut florentin de la préhistoire, de l'Accademia delle arti del disegno. Il a dirigé la publication du Corpus dei papiri filosofici greci e latini.
Il s'est intéressé au rapport entre l'enseignement socratique et la sophistique, et a étendu ses recherches à Platon, au stoïcisme et à l'épicurisme; il a approfondi en outre des aspects de la culture gréco-latine et chrétienne entre le Ier siècle av. J.-C. et le VIe siècle apr. J.-C., ainsi que la pensée médiévale tardive et l'humanisme.

## Pensée
Parmi les grands savants italiens de la philosophie antique, Adorno a utilisé la méthode philologique pour la description des auteurs de la pensée antique de l'école ionique, de Socrate, de Platon, de la première Académie, des écoles hellénistiques, d'Épicure, de Sénèque, etc.
Sa formation culturelle s'est enracinée dans les milieux intellectuels et politiques florentins entre les années 1930 et 1945 et en particulier il a ressenti l'influence de Benedetto Croce dans l'interprétation de la philosophie comme réflexion théorique jamais séparée de la situation historique réelle, c'est-à-dire en tant que connaissance historique, dans une perspective similaire à celle d'Eugenio Garin. Au nom de cette « concrétude » anti-métaphysique et de la nécessité d'une description historique de la pensée philosophique, Adorno a adhéré de façon critique à la méthode marxiste et à la philosophie du langage assurant l'interprétation des textes classiques dans leur contexte politique et culturel.

## Quelques œuvres
- Dialettica e politica in Platone, Florence, 1955 (extrait des «Atti dell'Accademia Toscana di Scienze e Lettere La Colombaria», année 1955).
- I sofisti e Socrate, Turin, 1961.
- La filosofia antica, Milan, 1961-1965.
- Studi sul pensiero greco, Florence, 1966.
- Introduzione a Socrate, Rome-Bari, 1970.
- Introduzione a Platone, Rome-Bari, 1978.
- I sofisti e la sofistica nel 5°-4° sec. a.C., Rome, 1993.
- Pensare storicamente, Florence, 1996.